# Партия двухвостой собаки
Партия двухвостой собаки (венг. Magyar Kétfarkú Kutya Párt; сокращённо MKKP) — пародийная политическая партия в Венгрии, существующая де-факто с 2006 года (образована в Сегеде) и зарегистрированная официально в 2014 году. Члены партии занимаются преимущественно изображением граффити и созданием плакатов-пародий на типичные лозунги политической элиты Венгрии, выдвигая абсурдные идеи на выборах или делая смешные и глупые официальные заявления.

## Деятельность

### Образование и выборы
В 2006 году впервые в избирательных бюллетенях появилось имя Иштван Надь (венг. István Nagy — самые распространённые имя и фамилия в Венгрии, эквивалент традиционного английского John Smith и русского Иван Иванов) рядом с представляемой им Партией двухвостой собаки. Подобный «кандидат» был во всех бюллетенях как на парламентских, так и на региональных выборах 2006 года. Партия ради юмора включила следующие элементы в свою предвыборную программу: вечная жизнь, мир во всём мире, один рабочий день в неделю, два заката в день (разных цветов), уменьшенная сила гравитации, бесплатное пиво и низкие налоги. В число «обещаний» вошло также предложение насыпать гору на Великой венгерской равнине (Альфёльд). Подобные плакаты были в основном в Сегеде, на них преимущественно встречалось изображение двухвостой собаки с подписью: «Иштван Надь — такой милый, что точно не наворует!». Партия сотрудничает с ещё одной пародийной партией «Четвёртый путь», председателями которой являются формально две птицы, однако партии заявляют о разногласиях: партия «Четвёртый путь» хочет уничтожить птичий грипп, а Партия двухвостой собаки выступает за права вирусов.
К националистам партия относится особенно саркастически: она расклеивала плакаты с лозунгом «За меньшую Венгрию!», на которых была изображена лишь часть территории текущей Венгрии, остальные же земли были «отданы» Австрии, Словении, Хорватии, Сербии, Румынии, Украине и Словакии. Это была сатира на требования националистов отменить Трианонский договор 1920 года и предъявить ряду стран территориальные претензии.
20 июня 2009 года около 300 человек собрались на акцию протеста перед центральным офисом статистики Венгрии с пародийными лозунгами «Завтра должно быть вчера!», «Выгляди глупо!», «Уволься!», «Чего мы хотим? Ничего! Когда мы хотим это? Никогда!» и т. д.. В 2010 году партия продолжила свою сатиру, объявив о борьбе за пост мэра Будапешта под лозунгом «Пусть всё будет лучше!», включив такие слоганы, как «Больше всего, меньше ничего!», «Вечная жизнь, бесплатное пиво, отмена налогов!» и «Мы обещаем всё что угодно!». В 7-м округе Будапешта кандидатом выдвинули комика Даниэля Могача, который дал интервью на телеканале ATV телеведущей Ольге Кальман. Могач занимался также расклеиванием постеров с лозунгами «Наши поезда всегда грязны» и «Наши поезда всегда опаздывают», критикуя государственную компанию железных дорог Венгрии, и создал даже пародию на сайт города Печ, ставшего культурной столицей Европы — за последнее действие он чуть не попал под суд.
Партия не собрала число подписей для регистрации своего кандидата. В своей предвыборной программе она обещала в этот раз превратить Сегед в космодром и начать поставлять собак пули на Ямайку, восстановить озоновый слой и залатать озоновую дыру, вывести новые виды растений и животных на замену вымершим, установить торговые отношения с внеземными цивилизациями и открыть венгерский ресторан на Марсе.

### Официальная деятельность
В 2013 году партии пришлось ускорить процесс регистрации для участия в выборах: в начале 2014 года партии отказали в регистрации из-за «легкомыслия», но в июле того же года Верховный суд отменил это решение. 8 сентября 2014 года Партия двухвостой собаки была официально зарегистрирована всего за 16 минут до объявления участников парламентских выборов, из-за чего и не смогла никого на них выдвинуть и принять участие.
В июне 2015 года правительство Виктора Орбана начало кампанию по борьбе против нелегальной миграции: среди лозунгов были такие, как «Если ты пришёл в Венгрию, ты не можешь забрать работу у венгров!». В ответ на это Партия двухвостой собаки объявила ответную акцию противоположного содержания и собрала 33 миллиона форинтов от своих сторонников, установив около 800 бигбордов с ироничными лозунгами на английском и венгерском: «Простите нас за премьер-министра» и «Приезжайте свободно в Венгрию, мы уже работаем в Англии!».
4 февраля 2016 года опрос Medián показал, что 1 % жителей Венгрии поддержали бы её на выборах. В том же году в октябре состоялся референдум по миграционным квотам, сопровождаемый агрессивной антимигрантской кампанией венгерского правительства. Из-за низкой явки референдум не был признан состоявшимся, хотя подавляющее большинство из голосовавших по призыву правящей правой партии выступили против приёма Венгрией беженцев. Партия двухвостой собаки собрала 100 тысяч евро от 4 тысяч добровольцев и расклеила постеры следующего содержания, высмеивавшие направленную против мигрантов и «Брюсселя» правительственную агитацию: «А знаете ли вы, что в Сирии идёт война?», «А знаете ли вы, что 1 миллион венгров хочет в Европу?», «А знаете ли вы, что виновники коррупции — это наши политики?», «А знаете ли вы, что главная опасность венгерским олимпийцам исходит от конкурентов?», «А знаете ли вы, что НЛО венгры встречали чаще, чем беженцев» и т. д.. Лидер партии Гергей Ковач в интервью BBC News сказал, что обращается к миллионам венгров, расстроенных действиями правительства Венгрии, и хочет поддержать их. Тем самым партия призвала испортить бюллетени на референдуме, что сделали 6 % участвовавших в референдуме людей. Незадолго до референдума партия создала мобильное приложение, доступное для скачивания с сайта с призывом «Голосуй не по правилам», призывая сделать фото испорченного бюллетеня и выложить в сеть. За это она получила штраф в 832 тысячи форинтов, поскольку публиковать фото бюллетеня со сделанным выбором запрещалось (даже на условиях анонимности).
В апреле 2017 года партия провела торжественное шествие, высмеивая очередную инициативу Виктора Орбана (в том числе по закрытию Центральноевропейского университета) и вынеся плакаты на русском и венгерском языке с такими лозунгами, как «Мы не будем колонией», «Нам не нужны выборы», «Долой свободу прессы» и т. д.